# جوزيف كونيغ
جوزيف كونيغ (بالإنجليزية: Joseph Koenig)‏ هو شخصية أعمال ومحامي أمريكي، ولد في 21 أبريل 1858، وتوفي في 15 نوفمبر 1929 في مانيتووك في الولايات المتحدة.